# Stadion Al-Hasan
Das Stadion Al-Hasan (arabisch ملعب الحسن) ist ein Fußballstadion mit Leichtathletikanlage in der jordanischen Stadt Irbid, im Norden des Landes. Die 15.000 Zuschauer fassende Anlage ist die Heimspielstätte der Fußballvereine Al-Hussein, des Al-Sareeh SC, Al-Arabi, Al-Jalil und des Kufrsoum SC. Darüber hinaus nutzt die jordanische Fußballnationalmannschaft der Frauen die Sportstätte.
Das Stadion Al-Hasan war Austragungsort von sechs Vorrunden- und zwei Viertelfinalspielen bei der U-17-Fußball-Weltmeisterschaft der Frauen 2016.